# Drepanocerus patrizii
Drepanocerus patrizii är en skalbaggsart som beskrevs av Antoine Boucomont 1923. Drepanocerus patrizii ingår i släktet Drepanocerus och familjen bladhorningar. Inga underarter finns listade i Catalogue of Life.